# 侯赛因·侯赛尼
侯赛因·侯赛尼（波斯語：سید حسین حسینی，1992年6月30日—），是一名伊朗职业足球运动员，司职门将。现效力于伊朗職業足球聯賽球队德黑兰独立，他也代表伊朗国家足球队。

## 國家隊生涯
2022年11月，侯赛尼入選伊朗隊2022年卡達世界盃26人大名單，背號24號。在第一輪對陣英格蘭的小組賽中，由於正選門將阿里禮薩·貝蘭萬德受傷，侯赛尼入替上陣。然而在該場比賽中，伊朗隊連失六球，以2-6告負。但在第二輪對威爾斯的小組賽中，侯賽尼不但零封對手，伊朗隊更乘威爾斯隊打少一人在補時階段連入兩球擊敗對手。

## 荣誉
德黑兰独立
- 伊朗职业足球联赛冠军：2012–13赛季、2021–22赛季
- 伊朗超级杯冠军：2022
- 哈斯菲盃冠军：2017–18赛季